# Золотое яичко
«Золотое яичко» — советский короткометражный сатирический мультфильм 1963 года, снятый Ипполитом Лазарчуком на киностудии «Киевнаучфильм». Мультфильм высмеивает горе-диссертантов, тратящих крупные государственные средства на малозначительные проблемы.

## Сюжет
Квочкин, мечтая защитить диссертацию, смотрит по телевизору сказку про курочку Рябу, после чего у него возникает идея написать диссертацию на тему проблемы разбивания яичной скорлупы. После утверждения этой темы в «Гипрояйце», Квочкин строит специальную машину для разбивания яиц. Во время демонстрации изобретения Квочкин случайно нажимает на кнопку пуска и машина его проглатывает, после чего он вылетает в одних трусах из механической трубы. Горе-учёный прячется за свой агрегат, из которого вылетает яйцо и разбивается об пол.

## Создатели
- Режиссёр: Ипполит Лазарчук
- Сценарист: Михаил Татарский
- Художник-постановщик: Евгений Сивоконь
- Художник: В. Зелинский
- Мультипликаторы: Владимир Гончаров, Давид Черкасский, Марк Драйцун, Адольф Педан, Владимир Дахно, Л. Телятников, Борис Храневич
- Композитор: Антон Муха
- Звукорежиссёр: Р. Пекарь

## Критика
Сергей Асенин в журнале «Искусство кино» назвал мультфильм «весёлым, изобретательным и сатирически беспощадным».
Политически важная тема связи науки и жизни получила в этом весёлом, изобретательном, сатирически беспощадном фильме яркое мультипликационное решение.